# HEMTT
HEMTT（Heavy Expanded Mobility Tactical Truck, 重高機動戦術トラック）は、アメリカ軍が運用する8輪ディーゼルエンジンオフロードトラックシリーズの一群である。公的には「8x8 10トン カーゴトラック」と表現されている。HEMTTは、1982年にM520 ゴアを代替する形でアメリカ軍での正式運用が開始された。HEMTTは、オシュコシュ社によって製造され、民間では空港用の消防車などとしても運用されている。また、HEMTTの10x10輪駆動型がPLS（Palletized Load System）の車体として用いられている。
類似の車両として、アメリカ海兵隊は同様にオシュコシュ社が製造するLVS（Logistics Vehicle System）を運用している。LVSはHEMTTと違い、セミトレーラーのような連結式車両となっており、前部の牽引ユニットに後部ユニットを結合させるモジュラー構造となっている。逆に、HEMTTは単一の車体である。

## 概要
HEMTTの主要任務は、アメリカ陸軍に兵器や軍用車両・装甲戦闘車両などの充実した補給・補充能力を提供することである。アメリカ軍の重輸送車両の重要なワークホースであることを現在13,000両ものHEMTTが運用中であることが物語っている。
標準的な5トントラックに比べて、より多くの車輪、全輪駆動と太い低圧タイヤの組み合わせ、そして、過給機付きエンジンによるきわめて高い機動性を誇る。

## バリエーション
M977/M985 カーゴトラック
弾薬などを含め、あらゆる種類の貨物を輸送する。車体後部にクレーンを備える。
M978 フューエルタンカー
後方で装甲戦闘車両やヘリコプターなどに燃料を補給するタンクローリー。
M983 トラクター
MIM-104 パトリオット地対空ミサイルや、MGM-31 パーシング準中距離弾道ミサイルを牽引するトラクター（西ドイツでは同様の任務をMAN社のトラクターが行っていた）。
M984 回収車
行動不能になった車両を修理のため引き上げ、牽引する回収車両。
M1074
派生型の10x10 PLS トラック。キャビン後方にクレーンを備える。
M1075
派生型の10x10 PLS トラック。
M1076
PLS トラックで牽引される6輪のトレーラー（PLST）。
|                                                          |             |                                          |                                          |
| M983 トラクター （牽引しているのはMIM-104 パトリオット） | M984 回収車 | M1074 PLS （搭載しているのはハンヴィー） | M1074 PLS （搭載しているのはハンヴィー） |

基本的なHEMTT（M977/M985）のコストはおよそ$135,000から。
HEMTT A3は、A2型から主にラジエーターや冷却ファンに改良が施されている。
HEMTT A4は、このシリーズの最新型で、従来型のデトロイトディーゼルエンジンをキャタピラー C15/17直列6気筒ディーゼルエンジンに置き換えている。これは、高度に電子化され、ターボチャージャーも備えている。以前に比べ出力は高まり、燃費も向上している。OBD2様のシステムを用いているにもかかわらず、メンテナンスはシンプルであり続けている。
すべてのモデルで最大で水深48インチ（約1.2m）までの浅瀬を通過でき、C-17 グローブマスターIII、C-130 ハーキュリーズ、C-141 スターリフター輸送機に搭載可能である。

## 運用国
- バーレーン [4]
- ブラジル[5]
- エジプト[4]
- ギリシャ[4]
- イラク
- イスラエル[4]
- ヨルダン[4]
- クウェート[4]
- マレーシア[6][4]
- モロッコ
- オマーン[4]
- ルーマニア[7]
- カタール[4]
- サウジアラビア[4]
- 韓国[4]
- 台湾[4]
- トルコ[4]
- アラブ首長国連邦[4]
- アメリカ合衆国[4]
- ウクライナ[8]